# Heinz Schuster-Šewc
Heinz Schuster-Šewc (obersorbisch Hinc Šewc; * 8. Februar 1927 in Purschwitz, Amtshauptmannschaft Bautzen, Sachsen; † 10. Februar 2021 in Leipzig) war ein sorbischer Slawist, Sorabist und Hochschullehrer.

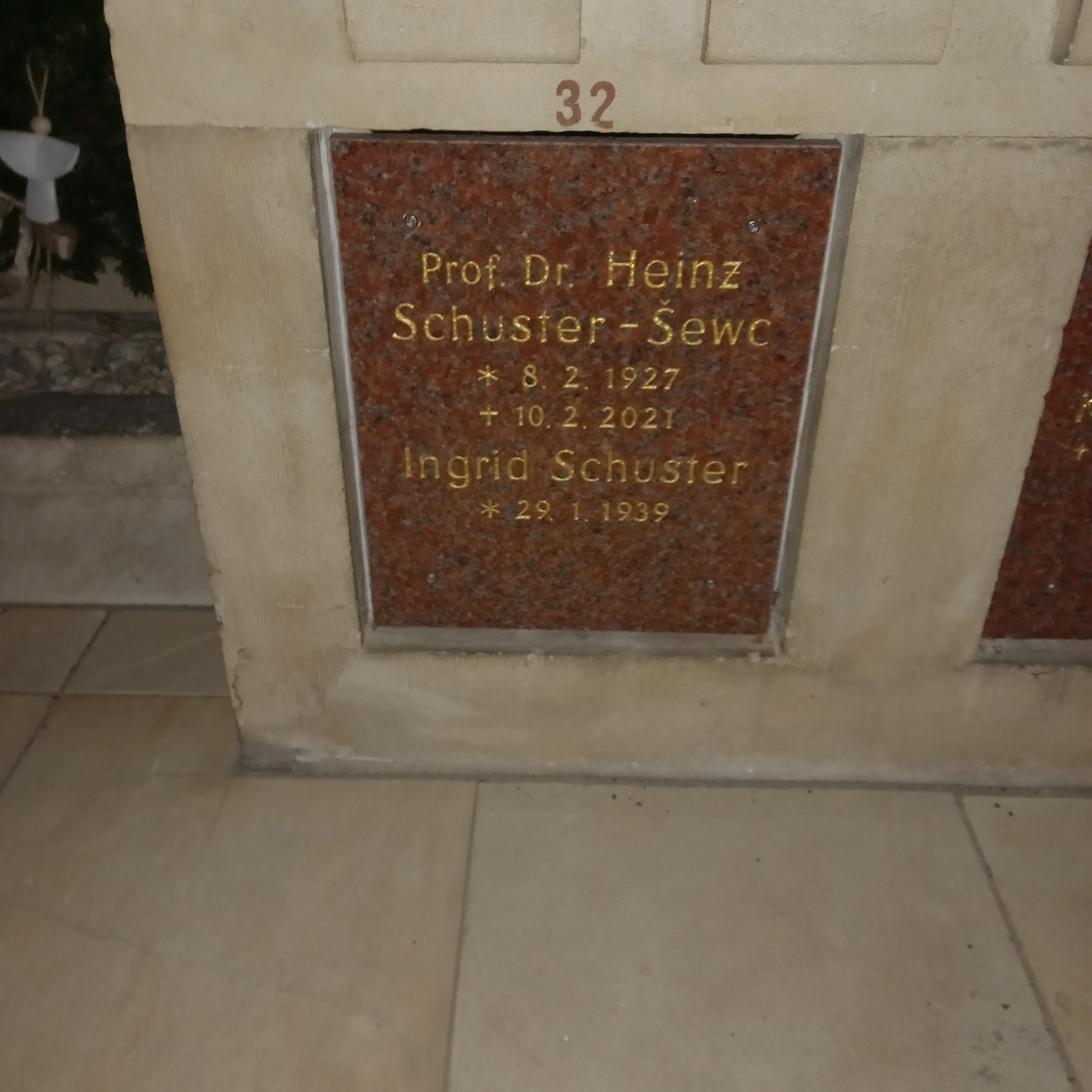
Das Grab vom Heinz Schuster-Šewc und seiner Ehefrau Ingrid Schuster auf dem Südfriedhof (Leipzig)

## Werdegang
Nach dem Studium der Slawistik folgte die Promotion, anschließend die Habilitation. Schuster-Šewc war ab 1964 Universitätsprofessor für Sorabistik und slawische Sprachwissenschaft sowie Direktor des Instituts für Sorabistik an der Universität Leipzig. Von der Krakauer Jagiellonen-Universität wurde er mit einem Ehrendoktor ausgezeichnet. Schuster-Šewc war der erste Präses der Societas Jablonoviana nach ihrer Wiedergründung 1978. Ab 1988 war er ordentliches Mitglied der Sächsischen Akademie der Wissenschaften. Er war auswärtiges Mitglied der Polnischen Akademie der Gelehrsamkeit in Krakau.
1980 wurde Schuster-Šewc mit dem staatlichen Ćišinski-Preis ausgezeichnet.

## Veröffentlichungen (Auswahl)
- Zur Lokalisierung und Deutung der in der Schenkungsurkunde Heinrich des II. aus dem Jahre 1006/07 genannten altsorbischen Ortsbezeichnungen Ostruzna, Trebista und Godobi. In: Oberlausitzer Hausbuch 2007, Bautzen 2006, S. 42–43, 1 Abb.

- Über die Namen von Picho und Valtenberg. In: Oberlausitzer Hausbuch 2002, Bautzen 2001, S. 87–89, 3 Abb.
- Die ältesten Drucke des Obersorbischen, Domowina-Verlag, 2001.
- Das Sorbische im slawischen Kontext, Domowina-Verlag, 2000.
- Wie kam es zu den Namen Czorneboh und Bieleboh? In: Oberlausitzer Hausbuch 2001, Bautzen 2000, S. 116–119, 3 Abb.
- Das Sorbische und der Stand seiner Erforschung, Berlin, Akademie-Verlag, 1991.
- Historisch-etymologisches Wörterbuch der ober- und niedersorbischen Sprache, Bautzen, Domowina-Verlag, 1978–1996.
- Bibliographie der sorbischen Sprachwissenschaft, Bautzen, Domowina-Verlag, 1966.
- Vergleichende historische Lautlehre der Sprache des Albin Moller, Berlin, Akademie-Verlag, 1958.